# Yampa
Yampa és una població dels Estats Units a l'estat de Colorado. Segons el cens del 2000 tenia 443 habitants.

## Demografia
Segons el cens del 2000, Yampa tenia 443 habitants, 187 habitatges, i 121 famílies. La densitat de població era de 743,7 habitants per km².
Dels 187 habitatges en un 35,3% hi vivien nens de menys de 18 anys, en un 55,1% hi vivien parelles casades, en un 5,3% dones solteres, i en un 34,8% no eren unitats familiars. En el 29,4% dels habitatges hi vivien persones soles el 5,9% de les quals corresponia a persones de 65 anys o més que vivien soles. El nombre mitjà de persones vivint en cada habitatge era de 2,37 i el nombre mitjà de persones que vivien en cada família era de 2,94.
Per edats la població es repartia de la següent manera: un 26,4% tenia menys de 18 anys, un 6,8% entre 18 i 24, un 28,7% entre 25 i 44, un 30,5% de 45 a 60 i un 7,7% 65 anys o més.
L'edat mediana era de 38 anys. Per cada 100 dones de 18 o més anys hi havia 118,8 homes.
La renda mediana per habitatge era de 37.500 $ i la renda mediana per família de 45.000 $. Els homes tenien una renda mediana de 37.000 $ mentre que les dones 20.625 $. La renda per capita de la població era de 21.141 $. Entorn del 5,7% de les famílies i el 8,4% de la població estaven per davall del llindar de pobresa.

## Poblacions més properes
El següent diagrama mostra les poblacions més properes.